# エラベールの塔墓
エラベールの塔墓（エラベールのとうぼ、英: Tower Tomb of Elahbel）は、シリアのパルミラにある古代のネクロポリス（墓地）のうち、遺跡の西側周壁外に連なる墓の谷に位置する西暦103年に建立された塔墓である。塔墓の名称は建立者にある名前の1つによる。中国（漢）製絹織物も発見されており、パルミラを代表する塔墓であったが、ISIL (IS) によるパルミラ占領の際、いくつかの塔墓とともに、2015年8月末頃に爆破された。

## 構造

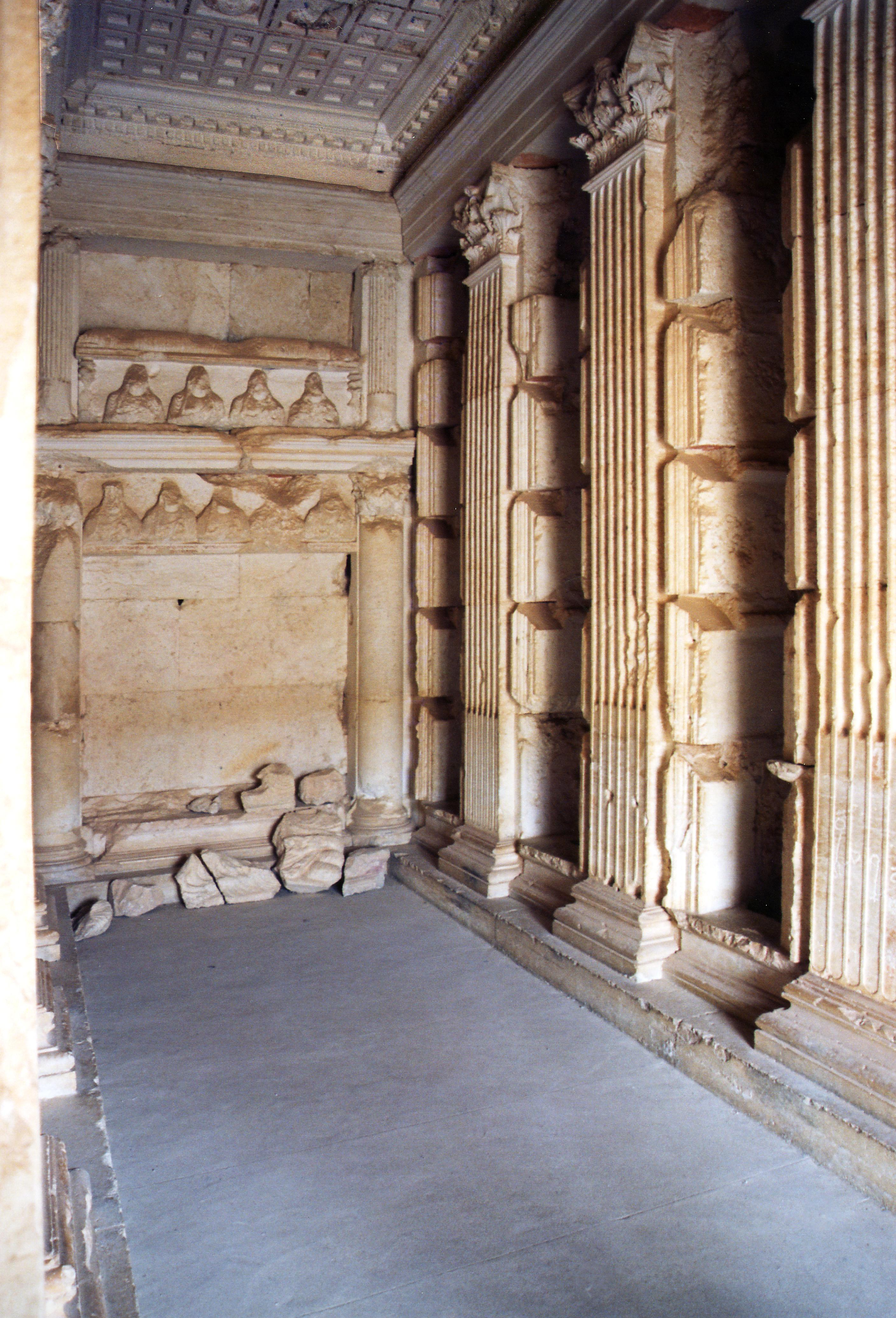
1階塔墓室（2002年）

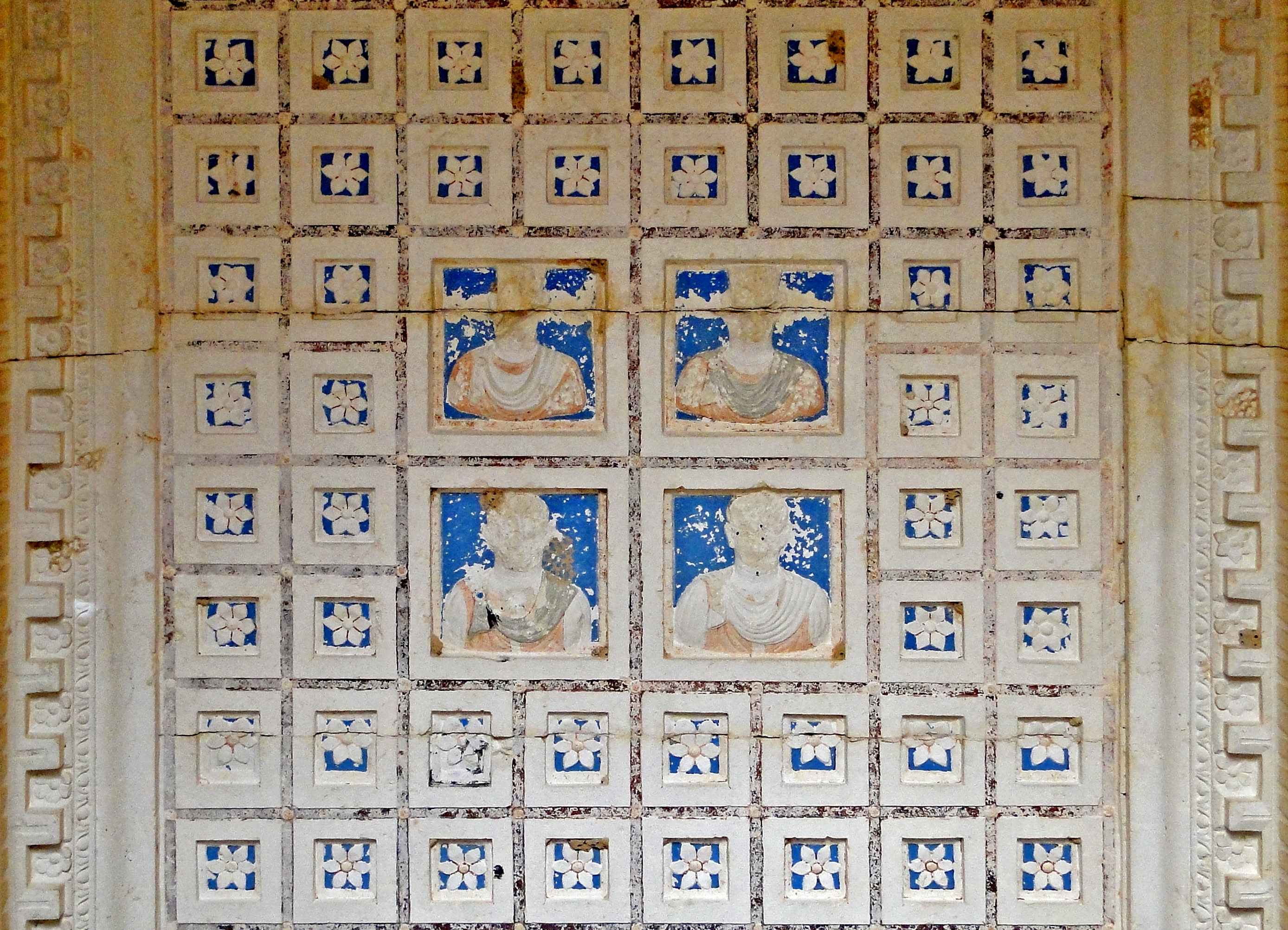
1階天井の装飾（2010年）

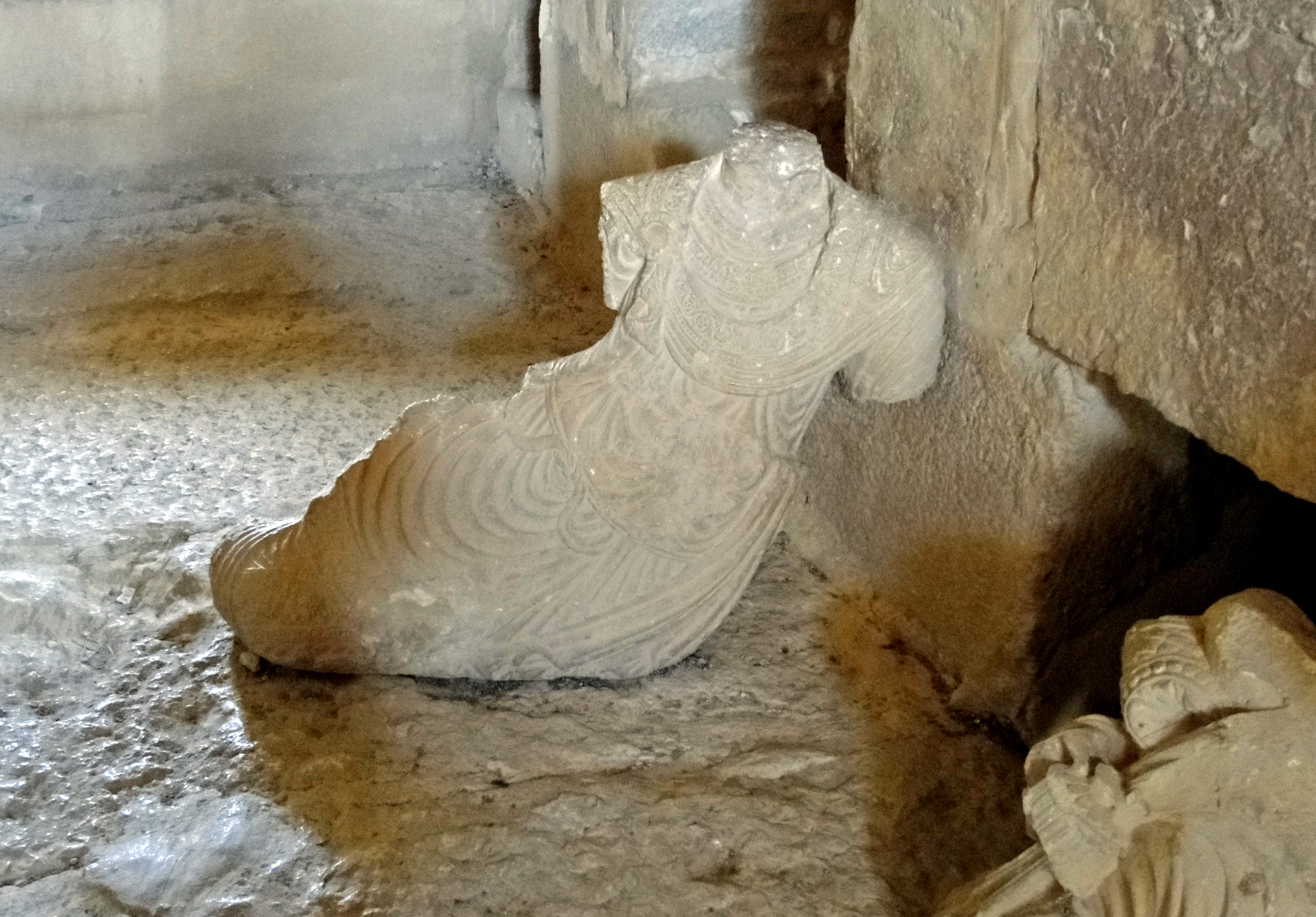
塔墓内の彫像の断片

塔墓は切石積みにより正方形に構築され、塔墓内は数階に分かれ、各階の壁面に納体室（ロクルス、loculus）を備える。エラベールの塔墓は、高さ25メートル、地下1階、地上4階建てである。南側正面に1階入口があって、各階とは階段でつながり、地階の墓室入口は、裏の北側にある。塔墓正面の中央上部に、彫像の台石を備えた露台がある。その正面の露台の下、入口との間には、建立について記した大理石の石板がはめ込まれている。
1階は幅3.35メートル、奥行7.65メートルで、両側に高さ5.48メートルの壁柱（ピラスター）がある。壁柱によって仕切られた奥行2メートルの納体室の列が、左側の壁に3列、右側の壁に5列あり、各列とも6段に区切って納められることから、1階の壁面8列には48体が収容できた。また、1階正面にはダマスカス国立博物館に復元・展示されるヤルハイの地下墓の「家族饗宴像」のような浮彫りを施した石棺が備えられていた。

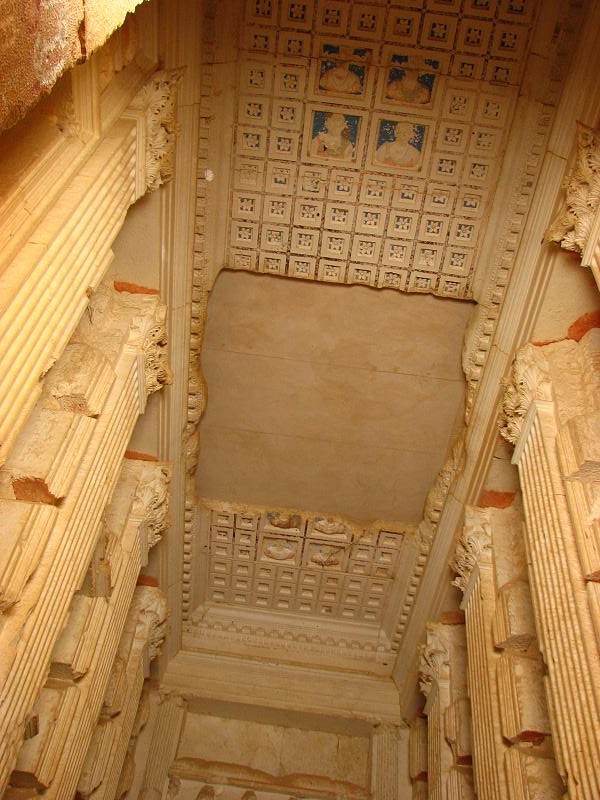
1階墓室上部の装飾（2008年）

1階両側の壁柱は、縦溝を刻んで装飾されており、上部にはコリント式柱頭とその上に装飾帯（フリーズ）のある水平部材（長押）を持つ。天井には、格子状に彩色装飾が施され、3か所それぞれに4人の男性胸像が描かれる。
入口のすぐ左側に階段があり、2階以上も1階とほぼ同じ構造を備えるが、1階に見られるような装飾は施されていない。また、入口の異なる地階の墓室は簡素なもので壁柱もないが、これらの墓室によりエラベールの塔墓全体で200体以上、最大300体が収容可能であったともいわれる。しかし、納体室がすべて使用されることはなかった。
パルミラに残存する初期の塔墓は小型で簡素なものであり、都市の発展とともに塔墓も次第に巨大かつ内部装飾が豊かになっていくが、とりわけエラベールの家族は、都市建設をはじめナボー神殿の建立にも寄与したことが知られ、パルミラを代表する有力な一家であった。エラベールはローマ市民として Marcus Ulpius Elahbelus と呼ばれ、ローマ皇帝トラヤヌス（在位98-117年）の時代にローマ市民権を得ていた。

## 碑文

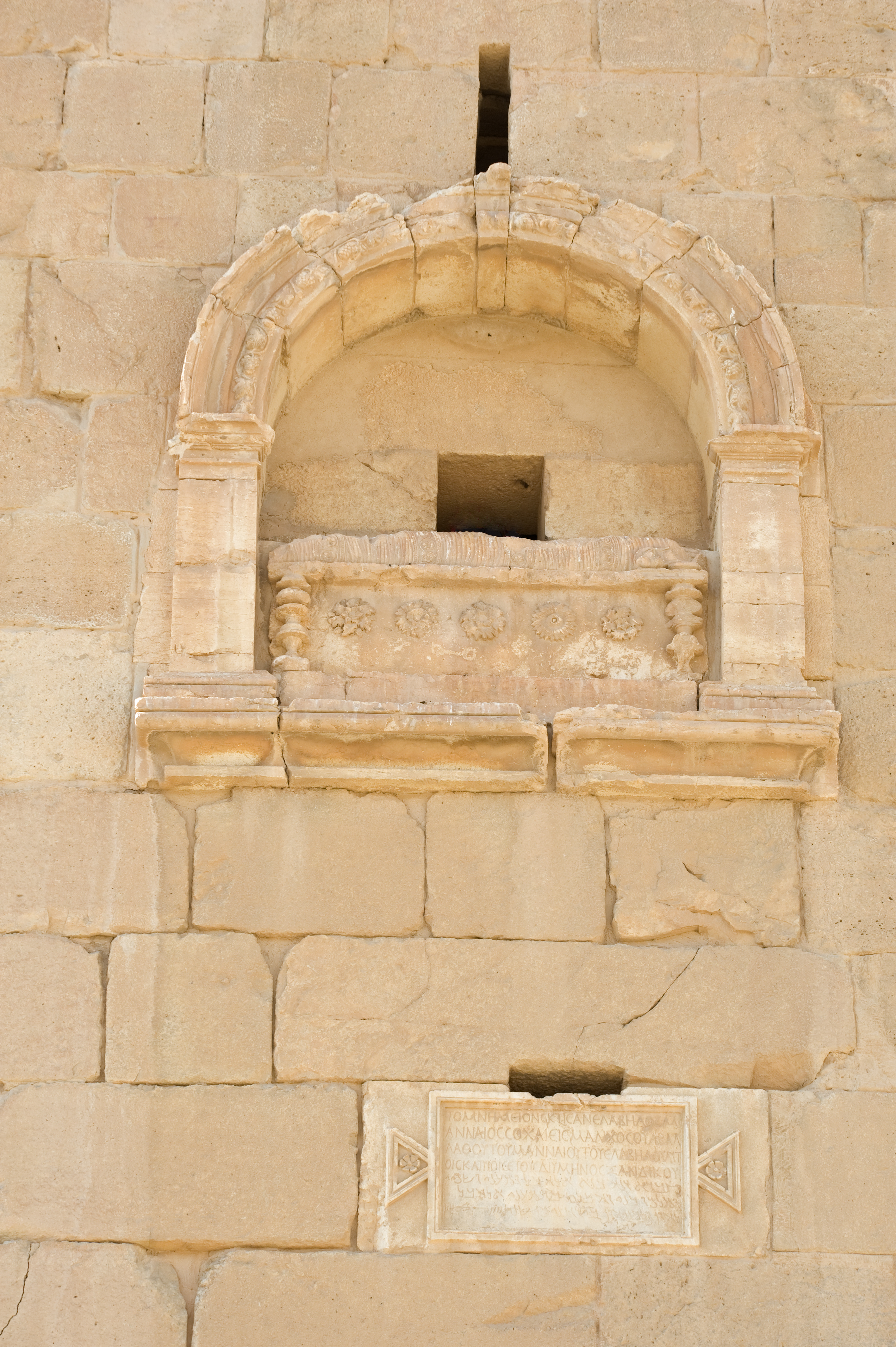
正面の露台とその下の建立の碑文を刻んだ石板

塔墓正面の露台と下の入口の間に見られる石板には、パルミラ語とギリシア語が刻まれている。碑文によれば、西暦103年4月に「エラベールの（息子の）、マンナイの息子の、ワーラバト (Wahballat) の息子たち、エラベール (Elahbel) とマンナイ (Mannai, Manai) とソカイー (Sokaii, Shakaiei) とマーリコー (Maliko, Malku) 」の4兄弟によって「彼（自分）らと彼（自分）らの子供たちのために」建立された。エラベールの塔墓からはこのほか26個の碑文が発見されているが、この対訳碑文以外はすべてパルミラ語のみで記される。
塔墓の1階で発見された碑文の総括によれば、エラベールは塔墓を建立した4兄弟のうち三男にあたるが、最も家族が多く、建設を最初に手掛けたために冒頭に記されたものといわれる。また、エラベールの次男ベールアカブ (Belʿaqab) がこの墓廟の管理人になっていたことが胸像の碑文とともに知られる。

## 歴程
| エラベールの塔墓（1920-1933年）左: 1階墓室内 右: 塔墓の正面  |  | エラベールの塔墓（1920-1933年）左: 1階墓室内 右: 塔墓の正面 |
| エラベールの塔墓（1920-1933年） 左: 1階墓室内 右: 塔墓の正面 |  |                                                             |

1933年からフランス調査隊により墓の谷墓地の発掘調査が5年にわたってなされ、多くはすでに盗掘されていたが、塔墓からの遺物として織物類も出土し、エラベールの塔墓を含む3基の大型塔墓からは、漢代の中国製絹織物の断片が発見された。絹織物は遺体の外側を包んで装飾するために、ほかの毛織物とともに使用されたものであった。これらの調査・分析の報告として、フランスの専門家R・ファステル (Rudolf Pfister) が、1934年、1937年、1940年の『パルミラの織物』の刊行により発表した。
エラベールの塔墓は、墓の谷の北側斜面の麓に位置していたが、2015年8月末頃、パルミラを占拠していたISIL (IS) が、エラベールの塔墓を含む保存状態の良い3基の塔墓を爆破したと報じられた。衛星画像により、8月27日から9月2日までの間に、エラベールの塔墓のほか3基の塔墓が破壊されたことが確認され、それ以前の塔墓の破壊も複数認められた。爆破された塔墓の修復は非常に困難であるとされ、残された塔墓に保存状態の良いものもあることから、事態を未来に伝えるために爆破された塔墓はその状態のまま保存すべきであるとも唱えられる。